# Anne tóc đỏ làng Avonlea
Anne tóc đỏ làng Avonlea (tên tựa nguyên tác: Anne of Avonlea) là tập thứ 2 trong series 8 tập về cô bé Anne tóc đỏ của nữ văn sỹ  Lucy Maud Montgomery, được xuất bản năm 1909, sau cuốn Anne tóc đỏ dưới chái nhà xanh.
Tiếp nối mạch truyện từ cuốn đầu, cuốn truyện 30 chương này viết về giai đoạn Anne từ năm 16 đến 18 tuổi, trong 2 năm cô làm giáo viên ở trường Avonlea. Cuốn truyện bao gồm nhiều nhân vật cũ đã xuất hiện từ cuốn Anne tóc đỏ dưới chái nhà xanh cũng như các nhân vật mới xuất hiện như ông Harrison, Cô Lavendar Lewis, Paul Irving, và cặp song sinh Dora - Davy.
Anne từ cô bé mặt đầy tàn nhang và dễ kích động ngày mới đến đảo Hoàng Tử Edward đã trở thành một thiếu nữ trưởng thành chín chắn hơn, tươi tắn và xinh đẹp. Ở tuổi 16, sau cái chết của ông Mathew và sức khỏe ngày càng đi xuống của bà Marilla, Anne đã quyết định không đến học đại học Redmond như dự định mà ở lại làm giáo viên. Ở tuổi 16 nhưng Anne đã phải gánh vác nhiều trọng trách, một cô giáo  làng với  tham vọng gieo những ước vọng đẹp đẽ trong tâm hồn trẻ thơ, một sáng lập viên Hội Cải  tạo với mong muốn biến Avonlea  thành một ngôi  làng  xanh  sạch đẹp hơn, và một người bảo hộ bất đắc dĩ của hai đứa bé sinh đôi mồ côi rất đáng  yêu nhưng  cũng gây  lắm  chuyện đau đầu. Nhưng tất cả không thể làm mất đi những nét tính cách đặc trưng vốn có ở Anne, nhất là sự lãng mạn hồn nhiên, thánh thiện, lạc quan và luôn căng tràn sức sống, như những năm tháng tinh nghịch và hăng hái ngày trước dù đã khiến cô vướng vào nhiều sự cố dở khóc dở cười.

## Tóm tắt nội dung
Anne chuẩn bị bắt đầu kỳ dạy đầu tiên tại trường Avonlea dù cô vẫn tiếp tục việc tự học với Gilbert - người đang dạy tại trường White Sand. Anne có người hàng xóm mới là ông Harrison cùng với con vẹt thô lỗ của mình. Sau đó cặp song sinh Davy và Dora xuất hiện, cha chúng là họ hàng của Marilla nhưng đã sớm mất, khi mẹ chúng qua đời còn ông bác đang ở nước ngoài. Marilla đã nhận chăm sóc chúng một thời gian cho đến khi ông bác trở về. Dora là một cô bé ngoan ngoãn biết cư xử nhưng lại hơi tẻ nhạt. Davy thì hoàn toàn trái ngược, luôn gây ra những rắc rối. Sau đó, ông bác của hai đứa trẻ mất, không thể về đón chúng nên tiếp tục ở lại với Anne và Marilla.
Một trong những học trò của Anne là Paul Irving, là một cậu bé người Mỹ mồ côi mẹ và sống cùng ông bà ở Avonlea còn cha cậu, ông Irving làm việc ở Mỹ. Paul như cho thấy hình ảnh Anne những năm còn thơ bé với tính mộng mơ hay tưởng tượng và bốc đồng. Một nhân vật mới xuất hiện nữa đó là bà Lavendar Lewis, ngoài 40 tuổi, là người phụ nữ ngọt ngào nhưng cô độc, 25 năm trước đã từng đính hôn với cha của Paul Irving nhưng sau đó chia tay vì một bất đồng. Sau khi ông Irving trở về, Anne đã tác hợp để họ quay lại với nhau.
Cùng với những vui buồn của việc dạy học và nuôi dưỡng cặp song sinh Davy - Dora, Anne và Gilbert, Diana, Fred Wright còn thành lập một tổ chức mang tên hội cải tạo làng Avonlea, (A.V.I.S. - Avonlea Village Improvement Society), nhưng kết quả không phải lúc nào cũng thành công. Hội nhận sơn lại tòa thị chính của Avonlea nhưng thợ sơn đã giao nhầm màu.
Chồng bà Rachel Lynde chết, và bà Lynde dọn đến sống cùng Marilla ở Chái Nhà Xanh, Marila có người bầu bạn và trông nom đã cho phép Anne lại được đi học đại học. Cô và Gilbert dự định theo học đại học Redmond vào mùa thu.

## Nội dung liên quan
Ở Việt Nam series truyện đã được nhà xuất bản Hội nhà văn phát hành năm 2010.
| Tựa tiêng Việt                      | Tựa nguyên tác         | Năm xuất bản | Giai đoạn |
| ----------------------------------- | ---------------------- | ------------ | --- |
| Anne tóc đỏ dưới chái nhà xanh      | Anne of Green Gables   | 1908         | 11-16 tuổi: Từ lúc Anne được nhận nuôi đến khi cô hoàn thành xong việc học ở trường làng và một năm ở học viện Nữ Hoàng (Queen). |
| Anne tóc đỏ làng Avonlea            | Anne of Avonlea        | 1909         | 16-18 tuổi: Hai năm cô làm giáo viên ở trường làng Avonlea, đồng thời vẫn tự ôn để học lên cao. |
| Anne tóc đỏ ở đảo Hoàng tử Edward   | Anne of the Island     | 1915         | 18-22 tuổi: Bốn năm cô học tại trường đại học Redmond, ban đầu cô thuê trọ cùng Priscilla trong năm đầu, và 3 năm còn lại, 2 người ở cùng Stella và Philippa tại nhà Patty.                                                                                   |
| Anne tóc đỏ dưới mái nhà Bạch Dương | Anne of Windy Poplars  | 1936         | 22-25 tuổi: Ba năm cô làm hiệu trưởng tại trường Summerside và ở trọ trong ngôi nhà tại Bạch Dương Lộng Gió. |
| Anne tóc đỏ và Ngôi nhà Mơ Ước      | Anne's House of Dreams | 1917         | 25-27 tuổi: Anne cưới Gilbert, hai người chuyển đến căn nhà ở cảng Bốn Làn Gió, cách làng Avonlea 60 dặm, cô sinh đứa bé đầu lòng chết yểu rồi năm sau sinh đứa bé thứ 2. Gia đình cô quyết định chuyển đến ngôi nhà mới ở Glen và được đặt tên là Ingleside. |
| Anne dưới Mái nhà Bên Ánh Lửa       | Anne of Inglesible     | 1939         | 34-40 tuổi: 7 năm sau khi chuyển đến nhà mới, Anne giờ đã có 5 con và cô sinh đứa thứ 6 Bertha Marilla Blythe thường được gọi là Rilla. |
| Thung lũng cầu vồng                 | Rainbow valley         | 1919         | 40-42 tuổi: tập trung vào tình bạn giữa 6 đứa con của Anne Shirley với 4 đứa trẻ con nhà mục sư Giáo hội Trưởng lão John Meredith và cô bé mồ côi Mary Vance tại Thung lũng Cầu Vồng                                                                          |
| Rilla dưới Mái nhà Bên Ánh Lửa      | Rilla of Inglesible    | 1921         | 48-52 tuổi: tập trung vào Rilla Blythe, cô con gái út của Anne và Gilbert trong bối cảnh Thế Chiến thứ nhất nổ ra. 3 đứa con trai của Anne, 2 đứa con trai nhà mục sư và Ken lên đường đến chiến trường ở Châu Âu.                                            |

Ngoài 8 tập trên, Lucy Maud Montgomery còn có 3 tập khác có liên quan, gồm Biên niên sử làng Avonlea (Chronicles of Avonlea), xuất bản năm 1912; Biên niên sử làng Avonlea tiếp theo (Further Chronicles of Avonlea) xuất bản năm 1920; và cuốn The Blythes Are Quoted được hoàn thành cuối đời tác giả nhưng mãi đến năm 2009 mới được xuất bản.
3 cuốn đầu của bộ truyện được Jeff Hochhauser, Nancy White, và Bob Johnston khai thác cải biên thành vở nhạc kịch Anne và Gilbert được diễn vào năm 2005.